# Gmina Pieszyce
Die Gmina Pieszyce [pʲɛˈʃɨʦɛ] (anhörenⓘ) ist eine Stadt- und  Landgemeinde im Powiat Dzierżoniowski der Woiwodschaft Niederschlesien in Polen. Ihr Sitz ist die gleichnamige Stadt (deutsch Peterswaldau) mit etwa 7100 Einwohnern.

## Geographie

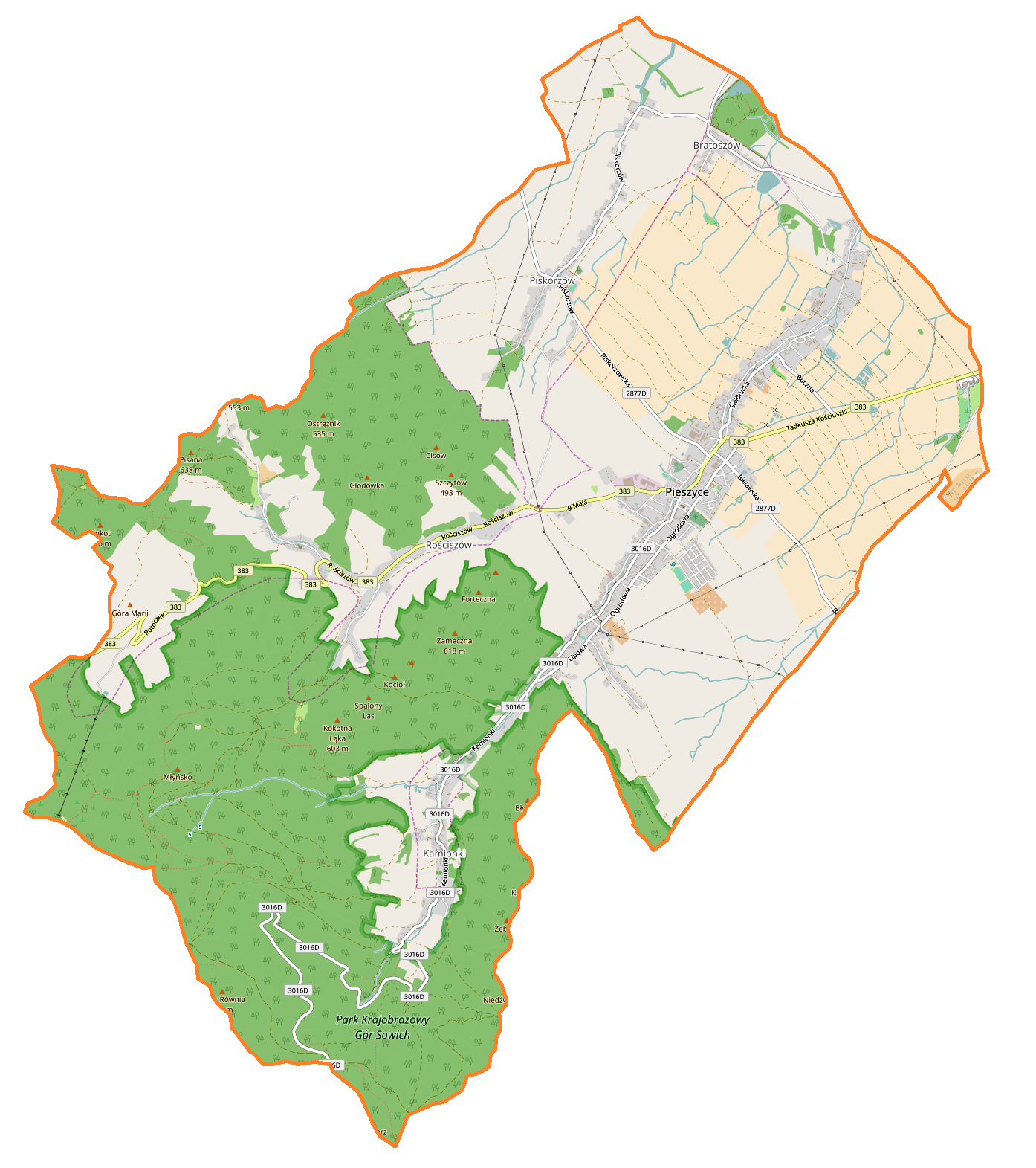
Karte der Gemeinde

Die Gemeinde liegt im Süden der Woiwodschaft Niederschlesien. Breslau liegt 70 Kilometer nordöstlich, die Grenze zu Tschechien etwa 12 Kilometer südwestlich. Nachbargemeinden sind Dzierżoniów (Reichenbach) im Osten, Nowa Ruda, Walim im Nordwesten, Świdnica im Norden und die Landgemeinde Dzierżoniów im Nordosten.
Der westliche Teil des Gemeindegebiets wird vom Eulengebirge (Góry Sowie) eingenommen. Die höchsten Erhebungen sind dort Wielka Sowa (1015 m n.p.m., Hohe Eule), Kozia Równia (930 m, Ziegenrücken) und Rymarz (913 m, Reimskoppe). Zu den Gewässern gehört der Bach Pieszycki potok (Peterswalder Wasser).

## Geschichte
Die Landgemeinde Pieszyce wurde 1954 in Gromadas aufgelöst. Pieszyce erhielt 1962 die Stadtrechte. Die ländlichen Orte der ehemaligen Landgemeinde wurden 1973 als Stadtteile eingemeindet. Die Stadtgemeinde kam 1975 von der Woiwodschaft Breslau alten Zuschnitts zur Woiwodschaft Wałbrzych (Waldenburg), der Powiat wurde aufgelöst.
Zum 1. Januar 1999 kam die Stadt zur Woiwodschaft Niederschlesien und zum wieder eingerichteten Powiat. Am 1. Januar 2016 erhielt die Stadtgemeinde den Status einer Stadt-und-Land-Gemeinde. Die vier ländlichen Orte wurden eigenständige Dörfer mit Schulzenämtern (sołectwa).

## Partnerschaften
Gemeindepartnerschaften wurden mit Schortens in Deutschland und Świecie (Schwetz an der Weichsel) in Polen geschlossen.

## Gliederung
Die Stadt-und-Land-Gemeinde Pieszyce besteht aus der Stadt selbst und vier Dörfern mit Schulzenämtern:
- Bratoszów (Stolbergsdorf)
- Kamionki (Steinkunzendorf)
- Piskorzów (Peiskersdorf)
- Rościszów (Steinseifersdorf)

## Baudenkmale und Tourismus
Zu den Baudenkmalen und Sehenswürdigkeiten gehören die Kirchen in Kamionki, Piskorzów und Rościszów, das Schloss in Pieszyce und der renovierte Aussichtsturm auf der Hohen Eule, der ehemalige 1906 eröffnete Bismarckturm. – Die Gemeinde hat ein dichtes Netz markierter Wander- und Fahrradrouten mit einer Gesamtlänge von über 500 Kilometern. Im Winter werden Langlaufloipen präpariert. Der Park Krajobrazowy Gór Sowich (Landschaftspark Eulengebirge) besteht seit 1991.

## Verkehr
Die Woiwodschaftsstraße DW383 führt von der Kreisstadt Dzierżoniów nach Jedlina-Zdrój (Bad Charlottenbrunn) im Westen.
Der nächste internationale Flughafen ist Breslau.